# رابرت ایندیانا
رابرت ایندیانا (انگلیسی: Robert Indiana) (زاده ۱۳ سپتامبر ۱۹۲۸ - درگذشته ۱۹ مهٔ ۲۰۱۸) هنرمند هنر پاپ اهل ایالات متحده آمریکا بود. مجسمه عشق، یکی از آثار وی شهرت جهانی دارد.